# Neo Yankees' Holiday
『Neo Yankees' Holiday』（ネオ ヤンキース ホリデー）は、日本のバンドフィッシュマンズの3枚目のスタジオ・アルバムである。1993年7月21日発売。発売元はメディア・レモラス。

## 概要
- フルアルバムとしては初となるセルフプロデュース。また本作以降、長い付き合いとなるエンジニア・ZAKの初参加作品。
- 本作を最後に、オリジナルメンバーの小嶋謙介が脱退。

## 収録曲
1. RUNNING MAN[3:31]
作詞・作曲：佐藤伸治／編曲：フィッシュマンズ
2. いかれたBaby[4:48]
作詞・作曲：佐藤伸治／編曲：フィッシュマンズ
5thシングル
3. Smilin' Days,Summer Holiday[2:46]
作詞・作曲：佐藤伸治／編曲：フィッシュマンズ
4. エヴリデイ・エヴリナイト[3:44]
作詞・作曲：佐藤伸治／編曲：フィッシュマンズ
5. 疲れない人[4:26]
作詞・作曲：佐藤伸治／編曲：フィッシュマンズ
6. Just Thing[3:52]
作詞・作曲：佐藤伸治／編曲：フィッシュマンズ
7. 太平洋[3:38]
作詞・作曲：佐藤伸治／編曲：フィッシュマンズ
8. パラダイス[4:02]
作詞・作曲：佐藤伸治／編曲：フィッシュマンズ
9. うまく歩けないよ[4:37]
作詞・作曲：小嶋謙介／編曲：フィッシュマンズ
10. 1、2、3、4、[3:04]
作詞：小嶋謙介／作曲：HAKASE／編曲：フィッシュマンズ
11. Walkin'[5:16]
作詞・作曲：佐藤伸治／編曲：フィッシュマンズ
4thシングル
12. スー・パー[2:04]
作詞・作曲：佐藤伸治／編曲：フィッシュマンズ
13. いかれたBaby (Glittering rewinder mix)[5:57]
作詞・作曲：佐藤伸治／編曲：フィッシュマンズ